# Cerkiew św. Mikołaja w Yiningu
Cerkiew św. Mikołaja – prawosławna cerkiew w Yiningu, wzniesiona w latach 30. XX wieku, zniszczona w czasie rewolucji kulturalnej i odbudowana w 2000.
Cerkiew została wzniesiona ze składek prawosławnych mieszkańców miasta Kuldża (ówczesna nazwa Yiningu) w latach 30. XX wieku. Jej budowa miała najprawdopodobniej miejsce w latach 1937–1938. Świątynia miała służyć istniejącej od lat 70. XIX wieku parafii, która do tej pory korzystała z pomieszczenia w konsulacie rosyjskim, a po 1925 z wynajętego obiektu. Kuldża należała do ważniejszych ośrodków diaspory rosyjskiej w regionie Sinciang, zaś po wzniesieniu cerkwi stała się centrum jej życia religijnego. Szczególnym kultem otaczana była znajdująca się w świątyni Tabińska Ikona Matki Bożej, pochodząca z XVI w. i przewieziona do Chin w 1919 przez Białych Kozaków. Wizerunek ten był otaczany czcią nie tylko przez Rosjan, ale i nieprawosławnych Chińczyków.
W latach 1946–1952 został przeprowadzony remont świątyni, połączony z dobudową do niej dzwonnicy. Obiekt został całkowicie zniszczony w latach 60. XX wieku, w czasie rewolucji kulturalnej.
W 2000 lokalne władze wzniosły w Yiningu nową cerkiew św. Mikołaja, położoną w innym miejscu niż poprzednia świątynia prawosławna. Miejscowa społeczność prawosławna nie posiada jednak stałego duchownego, co uniemożliwia odprawianie w obiekcie regularnych nabożeństw. Poświęcenie cerkwi miało miejsce w 2003, w czasie wizyty ihumena Wianora (Iwanowa) z Kazachstanu.